# لوح یادبود

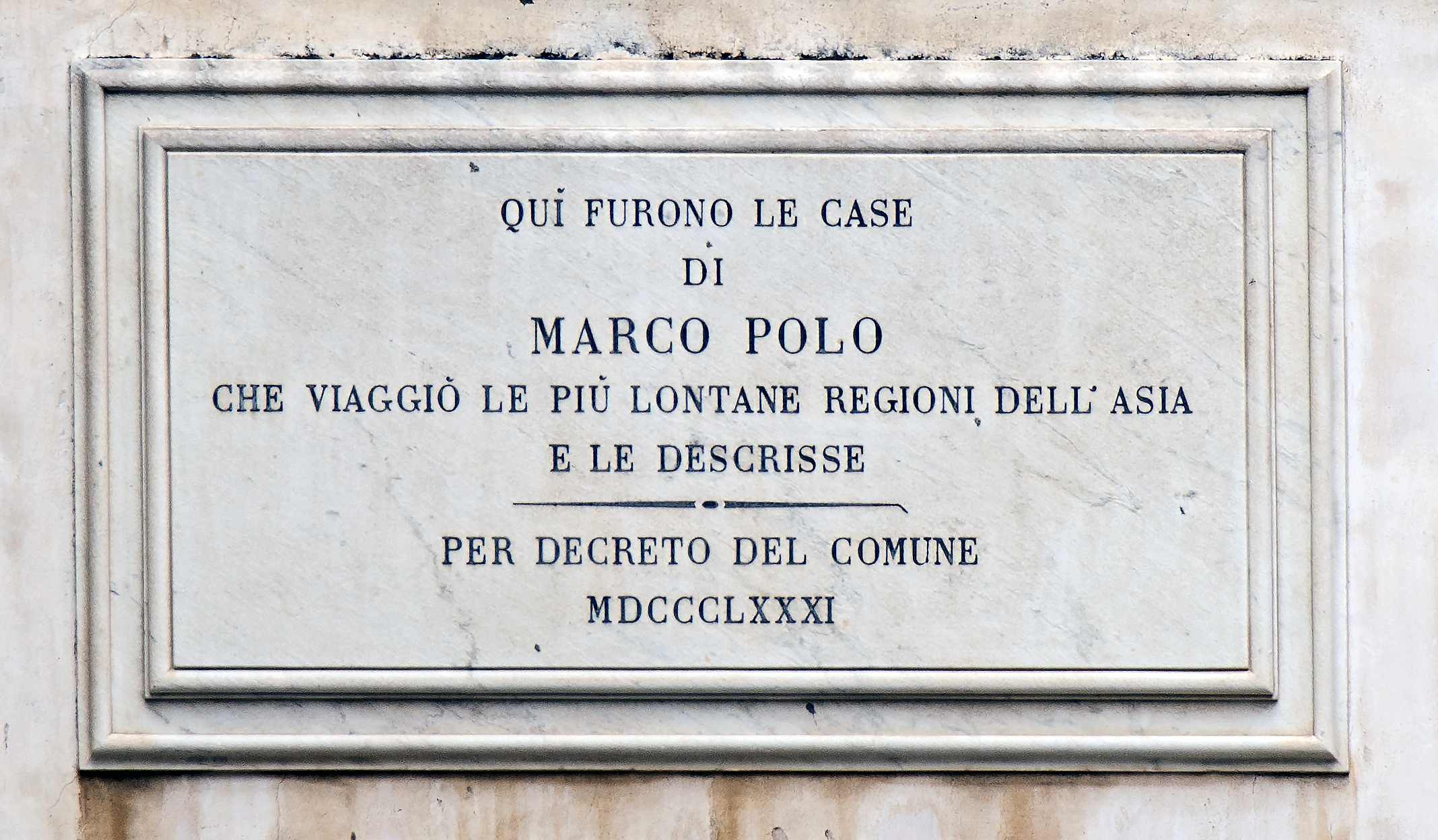
لوح یادبود مارکو پولو

لوح یادبود یا پلاک یادبود به لوحی گفته می‌شود که از جنس سنگ، فلز، چوب سرامیک ساخته شده و حاوی نوشته‌ای جهت یادبود شخص یا رویدادی بر دیوار مکانی که رویداد اتفاق افتاده یا شخص زندگی می‌کرده‌است، نصب می‌شود. نصب این پلاک یا لوح‌ها در بسیاری از کشورهای اروپایی متداول است.
در بریتانیا این لوح به شکل دایره بوده و به نام پلاک آبی نیز شناخته می‌شود.
در سال‌های ابتدایی دهه ۱۳۸۰، شهرداری تهران شروع به نصب لوح یادبود برای آسیب دیدگان در جنگ ایران و عراق کرد

## تاریخچه
امپراتوری بنین که بین قرن سیزدهم و نوزدهم در نیجریه امروزی شکوفا شد، یک سنت مجسمه‌ای بسیار غنی داشت. در میان طیف گسترده‌ای از اشکال هنری تولید شده در دربار لوح‌های یادبود جایگاه ویژه‌ای داشتند. این پلاک‌ها که از جنس نقره یا برنج هستند عمدتاً از قرن سیزدهم تا شانزدهم ساخته شده و از افراد مهم و وقایع مرتبط با دربار اوبا یاد می‌کنند. این لوح‌ها را می‌توان آغازی برای سنت لوح یادبود دانست.

## لوح یادبود قربانیان ترور رستوران میکونوس
روز سه شنبه اول اردیبهشت ۱۳۸۳ در شهر برلین از لوح یادبود قربانیان ترور میکونوس در محل حادثه و در حضور اعضای خانواده قربانیان پرده برداری شد. بر روی این لوح ۵۰ در ۷۰ سانتیمتر از چهار قربانی این حادثه یاد می‌شود که در ۱۷ سپتامبر ۱۹۹۲ در رستوران میکونوس توسط افراد تروریست کشته شدند. بر روی این لوح آمده: «به قتل رسیده توسط حکومتگران وقت در ایران». این نوشته موجب اعتراض جریان حزب‌الله در ایران و واکنش مقامات دولتی شد.

## نگارخانه

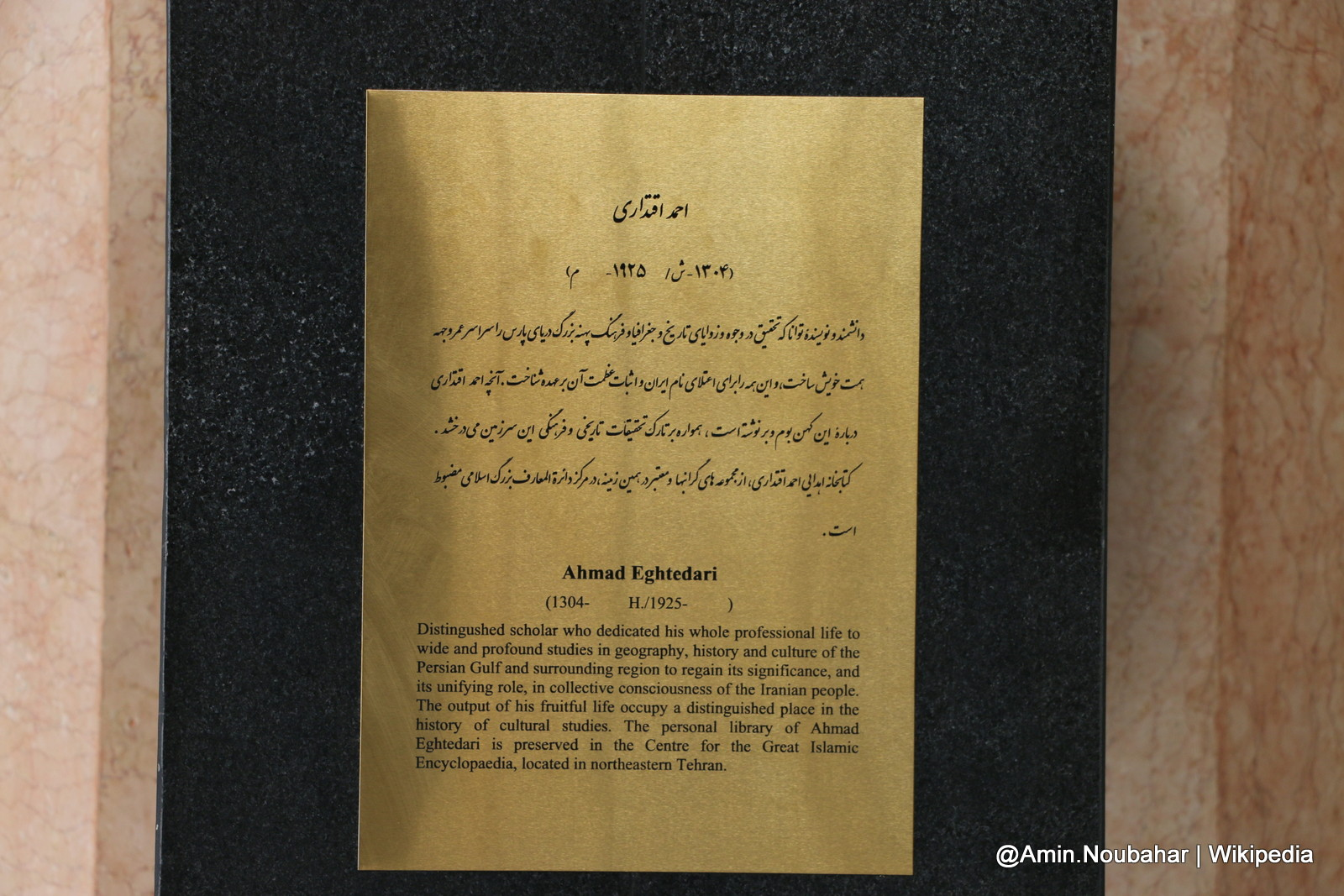
لوح یادبود احمد اقتصادی
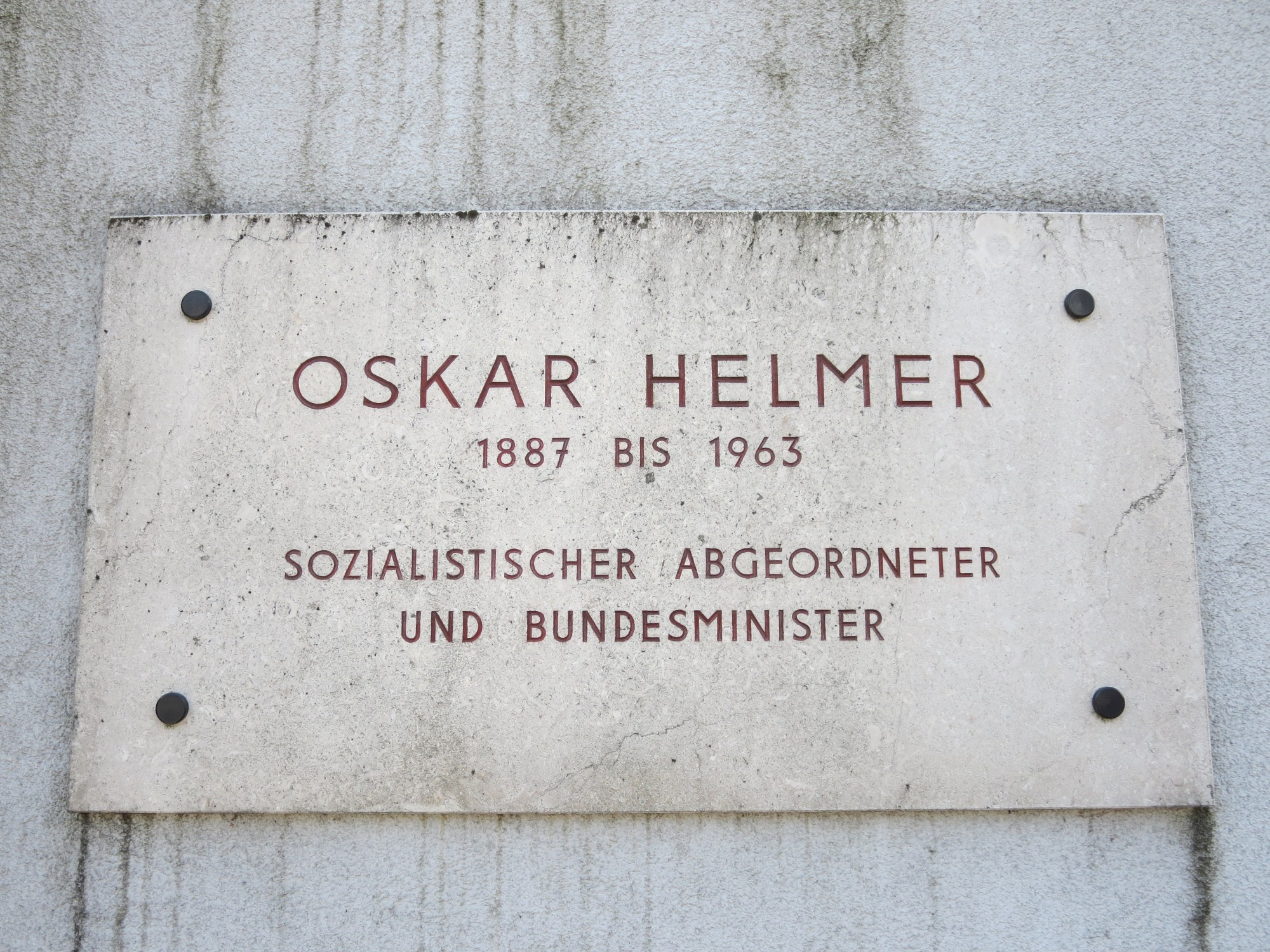
لوح یادبود اسکار هلمر در آلمان
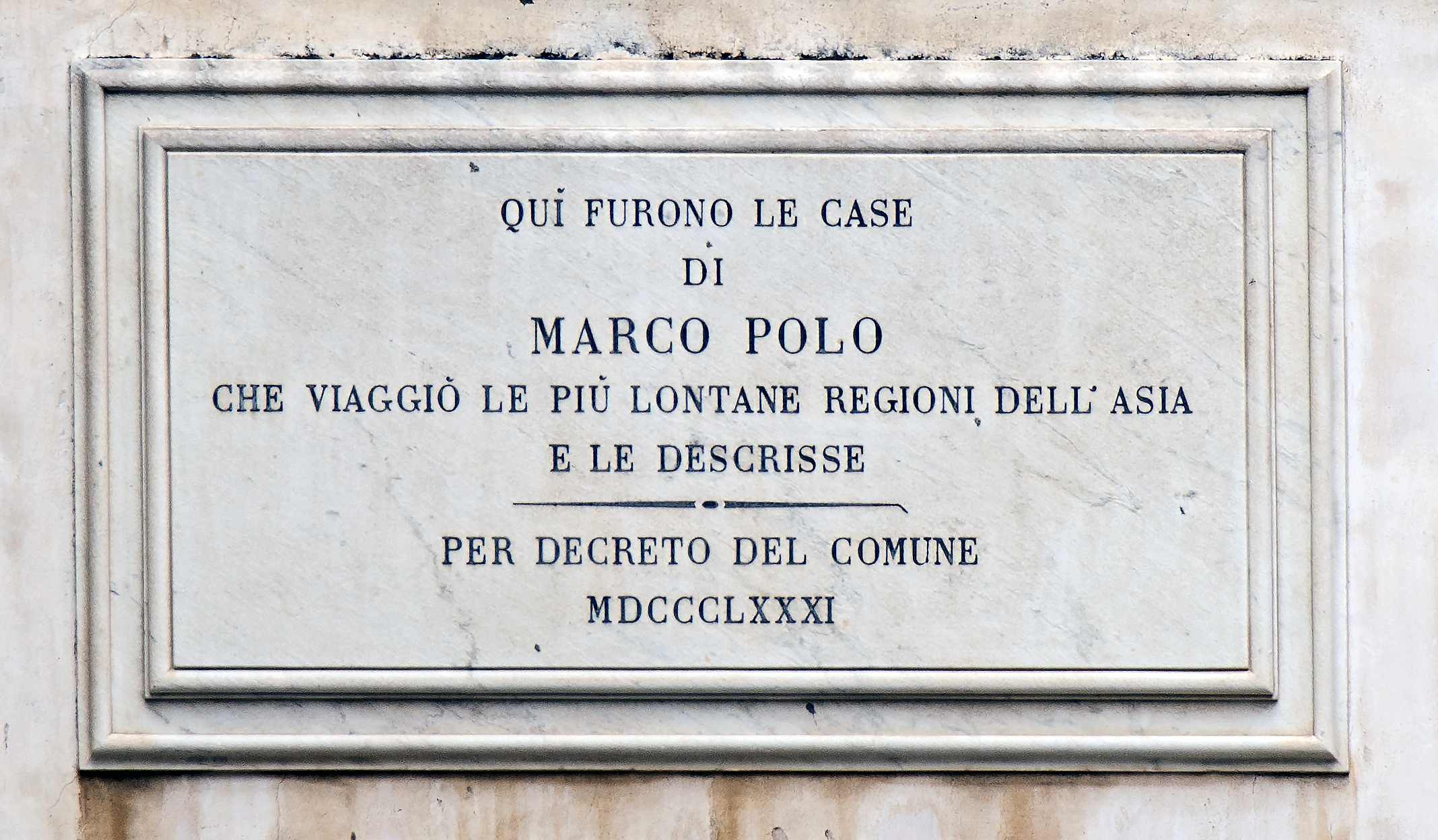
لوح یادبود مارک پولو
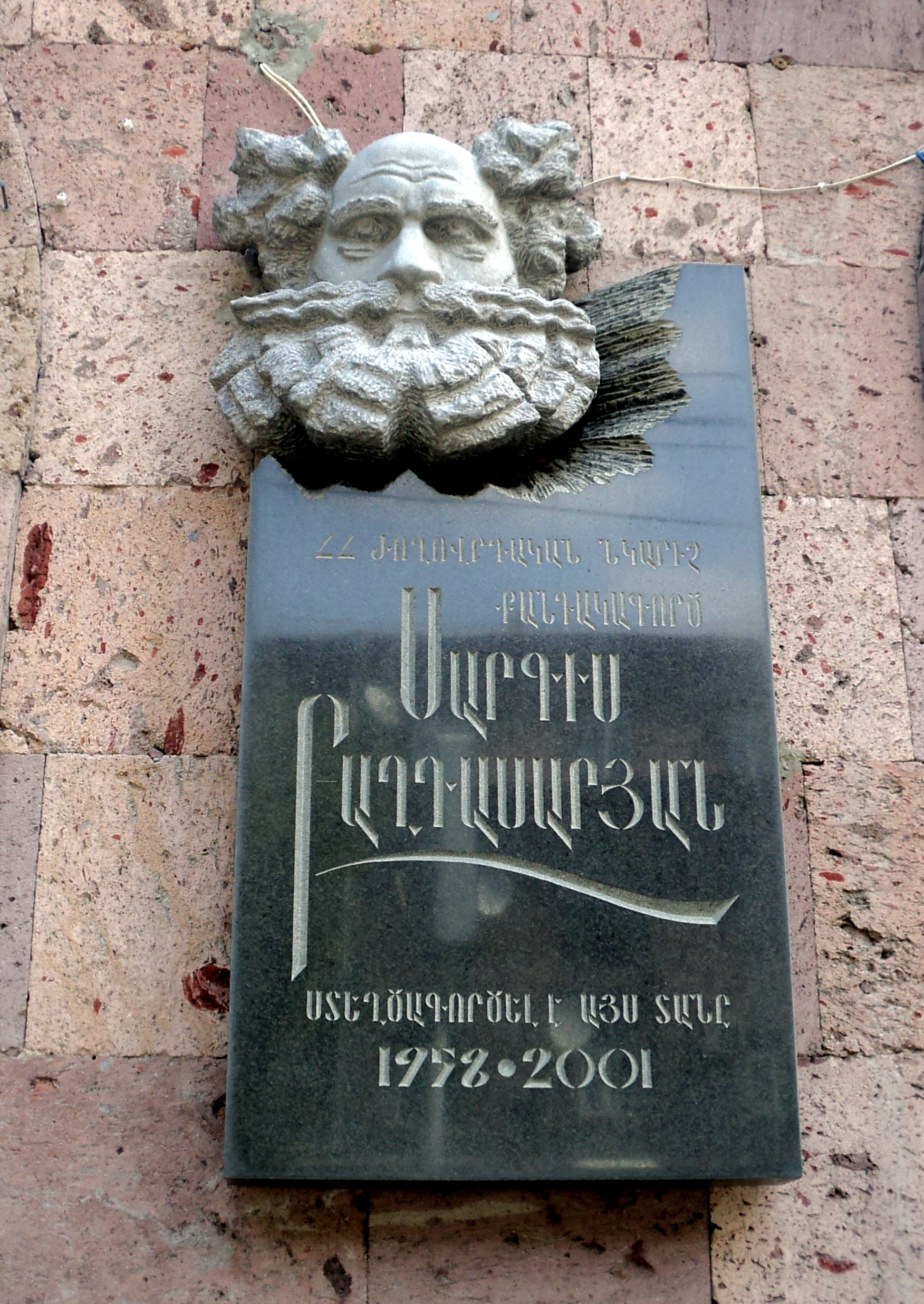
لوح یادبود سرگیس باغداساریان در ارمنستان
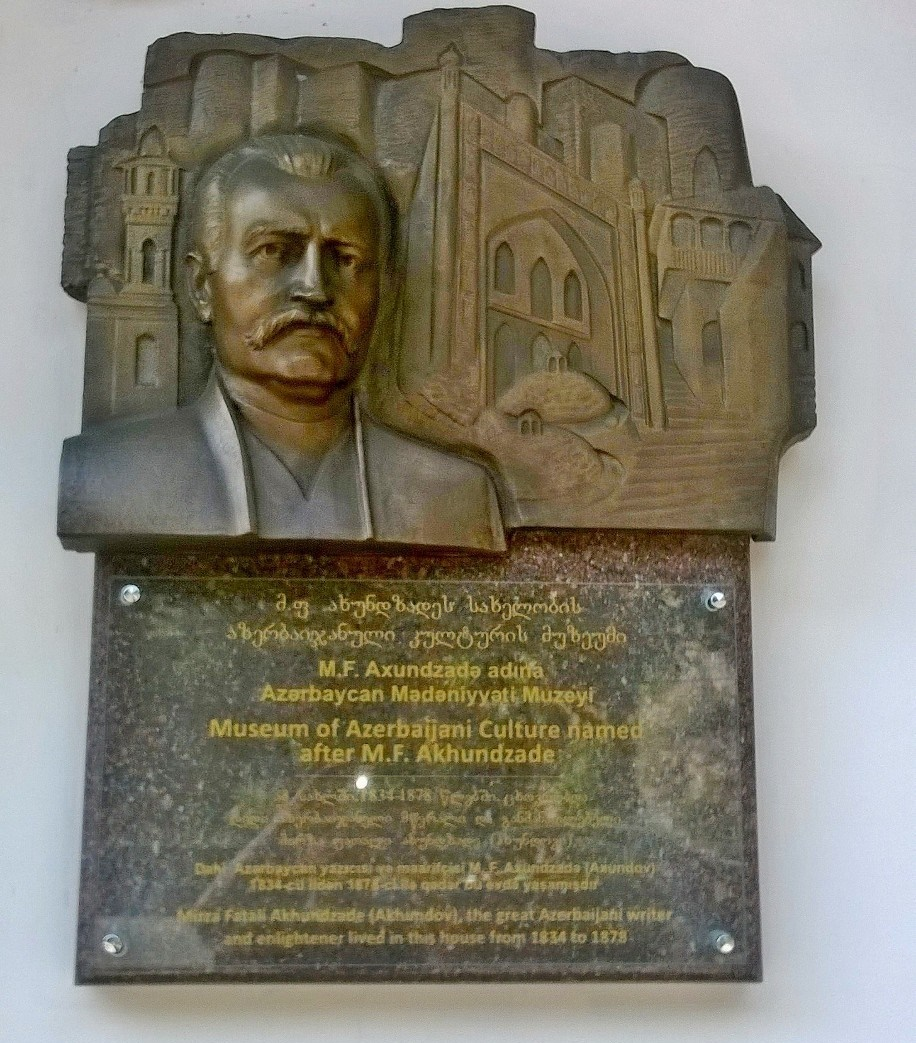
لوح یادبود میرزا فتحعلی آخوندزاده (آخوندف) در تفلیس، گرجستان